# Stockholm International Peace Research Institute
Stockholm International Peace Research Institute (SIPRI) je nezávislý mezinárodní institut, který věnuje se mírovému výzkumu konfliktů, kontrole zbrojení a odzbrojení. Poskytuje data, analýzy a doporučení založené na otevřených zdrojích pro politiky, výzkumníky, média a veřejnost. Byl založen roku 1966 v hlavním městě Švédska Stockholmu.
Ve zprávy Pensylvánské univerzity Global Go To Think Tanks Report z roku 2016 se SIPRI mezi světovými think tanky umístil na 28. místě.